# Justus van Egmont

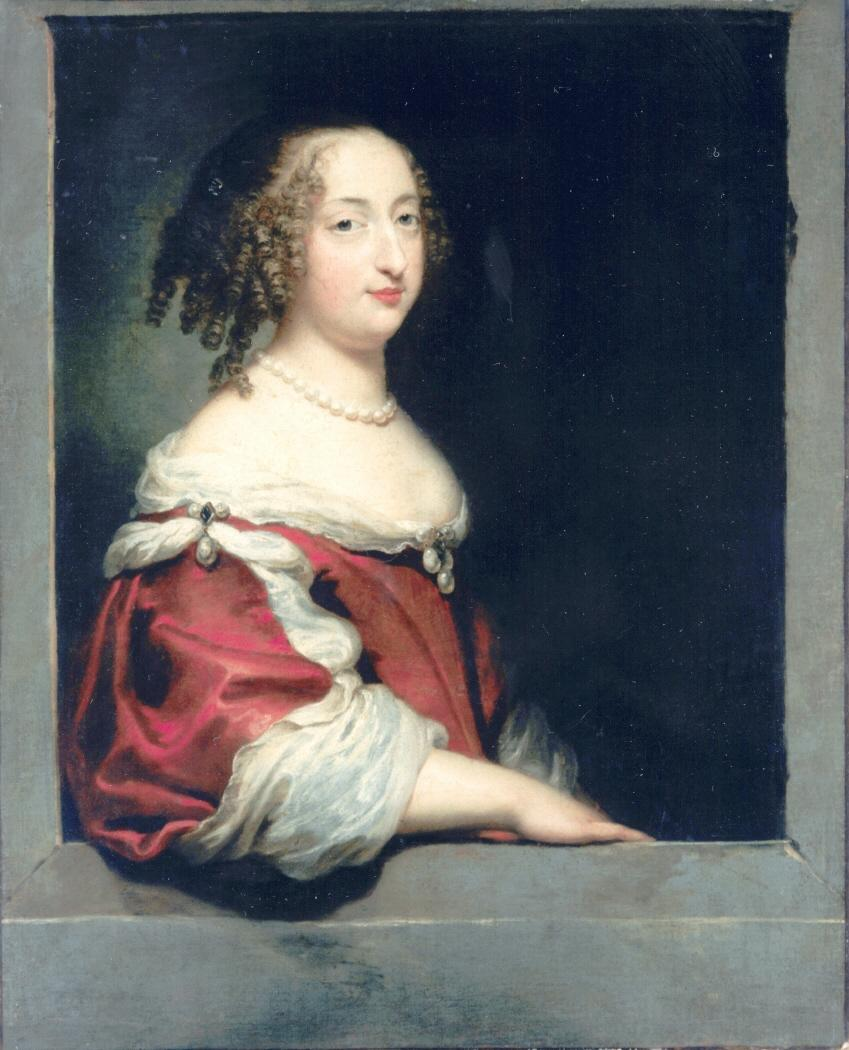
Retrato femenino, óleo sobre lienzo, 68,50 x 54 cm, Madrid, Museo Lázaro Galdiano.

Justus van Egmont (Leiden, 1602-Amberes, 1674) fue un pintor flamenco especializado en retratos y pintura historiada.
Siendo aún niño se trasladó con su familia a Amberes donde en 1615 entró como aprendiz de Caspar van den Hoecke. De 1618 a 1622 continuó su aprendizaje en Italia y, de vuelta a Amberes, entró a trabajar con Rubens de quien fue oficial o aprendiz y al que acompañó en 1625 a París para participar en la instalación del ciclo de María de Médici en el Louvre. En 1628 se convirtió en maestro del gremio de Amberes. Ese mismo año volvió a París donde residió hasta 1648 como pintor de corte de Luis XIII y de Luis XIV. En 1648 participó en la creación de la Académie royale de peinture et de sculpture promovida por Luis XIV. De 1649 a 1653 residió en Bruselas, pasando todavía alguna temporada en París antes de establecerse definitivamente en Amberes en 1653.
En Francia, donde llegó a ser conocido como retratista de los grandes del reino y como editor de grabados, participó al servicio de la familia Orléans en la decoración del château de Balleroy y, de regreso a los Países Bajos, en Amberes, pintó algunas series de cartones para tapices con asuntos de la historia de Roma, entre ellos la serie de la Historia de Zenobia, reina de Palmira (Bruselas, Koninklije Musea voor Kunst en Geschiedenis), trabajos estrechamente relacionados con la concepciones estéticas y las composiciones de Rubens, con un barroquismo si acaso más acentuado.